# Sophus Pohl-Laukamp
Sophus Pohl-Laukamp (* 21. Februar 1931 in Sønderborg; † 5. Juni 2008) war ein deutscher Jurist und Politiker (CDU). Er war Mitglied des Schleswig-Holsteinischen Landtags sowie Bürgerschaftsabgeordneter und Stadtpräsident der Hansestadt Lübeck.

## Leben
Sophus Pohl-Laukamp legte 1951 in Eutin das Abitur ab und studierte bis 1955 Rechtswissenschaften an der Christian-Albrechts-Universität zu Kiel. 1955 legte er sein Referendarexamen und 1959 sein Assessorexamen ab. 1959 wurde er Richter am Landgericht Kiel, in dem er in der Wiedergutmachungskammer tätig war. 1960 wechselte er zur Staatsanwaltschaft Lübeck und war anschließend als Gerichtsassessor an Gerichten im Landgerichtsbezirk tätig. 1964 wurde er Landgerichtsrat in Kiel. 1967 trat Pohl-Laukamp in die CDU ein. Am Amtsgericht Bad Schwartau wurde er 1967 Amtsgerichtsrat. 1971 wechselte er zum Schleswig-Holsteinischen Oberlandesgericht nach Schleswig.
Dem Landtag von Schleswig-Holstein gehörte Pohl-Laukamp in der 7. Wahlperiode an. Er rückte am 13. September 1972 über die CDU-Landesliste für den Abgeordneten Wolfgang Weimar nach. Im Landtag leitete er 1973/1974 den „Untersuchungsausschuss zur Aufklärung der Situation an der Universitäts-Frauenklinik in Kiel“. Er war Mitglied des Rechtsausschusses, des Eingabenausschusses und stellvertretendes Mitglied weiterer Ausschüsse. Mit Ablauf der Wahlperiode schied Pohl-Laukamp 1975 aus dem Landtag aus.
1975 heiratete er in zweiter Ehe die Juristin Dagmar Pohl-Laukamp (* 1938), die von 1988 bis 2000 Innensenatorin der Stadt Lübeck war. Von 1975 bis 1993 war er Direktor des Amtsgerichts Bad Oldesloe.
Bei der Bürgerschaftswahl am 5. Mai 1978 wurde Pohl-Laukamp im Wahlbezirk 21 direkt in die Lübecker Bürgerschaft gewählt, ebenso bei der Wahl am 7. März 1982 und der Wahl am 2. März 1986.
Pohl-Laukamp gehörte mehreren Ausschüssen an und leitete den Kultur- und den Sozialausschuss. 1979 wurde er zum Stadtpräsidenten gewählt; ab 1986 war er Erster stellvertretender Stadtpräsident. Der Bürgerschaft gehörte er bis 1988 an. Die SPD-Politikerin Ingeborg Sommer trat Pohl-Laukamps Nachfolge als erste Frau im Stadtpräsidentenamt an.
In Lübeck war er Mitgründer des Kiwanis-Clubs und gehörte der Gesellschaft zur Beförderung gemeinnütziger Tätigkeit sowie dem Richterverein an.
Nach seinem Tod würdigte Stadtpräsident Peter Sünnenwold Pohl-Laukamp als vorbildlichen Politiker und bedeutende Persönlichkeit. Der Dienst am Gemeinwohl habe für ihn stets im Vordergrund gestanden.

## Auszeichnungen
- 1985 Bundesverdienstkreuz am Bande
- 1990 Ehrenplakette des Senats der Hansestadt Lübeck